# Carl Eberwein

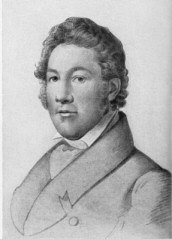
Carl Eberwein

Franz Carl Adelbert Eberwein (* 10. November 1786 in Weimar; † 2. März 1868 ebenda) war ein deutscher Komponist, Musikdirektor und Dirigent am Großherzoglichen Hoftheater in Weimar.

## Leben
Eberwein war Angehöriger einer Familiendynastie, die wichtige Beiträge zur Musikentwicklung im klassischen und nachklassischen Weimar leistete. Sein Vater Alexander Bartholomäus Eberwein (1751–1811) war als Hof-, Stadt- und Landmusikus in Weimar zuständig für die Musik bei Hochzeiten, Begräbnissen und Jahrmärkten. Bei ihm ging sein Sohn in die Lehre und wurde mit 17 Jahren Flötist in der Großherzoglichen Hofkapelle, deren Mitglied er von 1802 bis 1849 blieb. Johann Wolfgang von Goethe erkannte seine Begabung und ermöglichte ihm 1808/09 eine neunmonatige Weiterbildung bei Carl Friedrich Zelter in Berlin. 1826 stieg er zum Musikdirektor auf. Daneben war er Leiter der Kirchenmusik an der Stadtkirche St. Peter und Paul und Musiklehrer am Wilhelm-Ernst-Gymnasium.
Zu seinem Förderer Goethe stand Eberwein in vertrautem Verhältnis. 25 Jahre lang leitete er die Hauskonzerte und Festmusiken im Goethehaus. Er vertonte viele Gedichte Goethes und schuf Bühnenmusiken zum Monodrama Proserpina und zum Faust. Letztere wurde seit den Feierlichkeiten zu Goethes 80. Geburtstag bis 1873 regelmäßig zu den Faust-Aufführungen im Hoftheater gespielt. Besonderen Erfolg hatte seine Bühnenmusik zu Karl von Holteis Lenore. Außerdem komponierte er sieben Opern sowie Chöre und Kammermusik. In die Weimarer Freimaurerloge Anna Amalia zu den drei Rosen wurde er im Jahre 1814 aufgenommen.
Eberweins Musik geriet bald in Vergessenheit. Sie kann nicht als klassisch im Sinn der Dresdner, Mannheimer oder Wiener Klassik betrachtet werden, sondern ist eher dem vorklassischen Stil der Empfindsamkeit zuzurechnen – weist aber zugleich auch schon auf die Frühromantik hin.

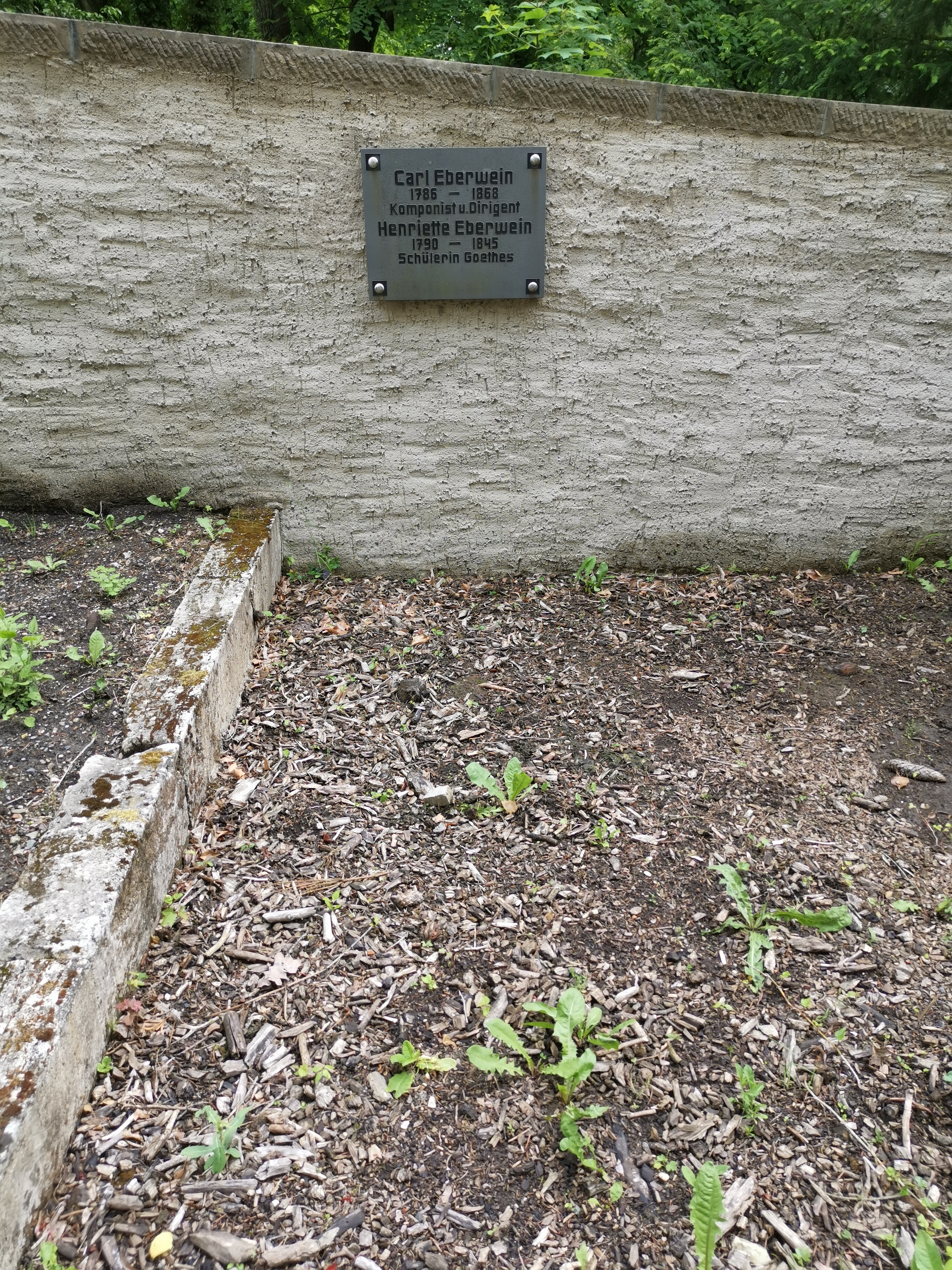
Gedenktafel

Verheiratet war Eberwein ab Juni 1812 mit Rosamund Henriette, geborene Häßler. Sein Schwiegervater war Johann Wilhelm Häßler. Er ist auf dem Historischen Friedhof Weimar bestattet, dort erinnert noch heute eine Gedenktafel an ihn und seine Frau. Beider ältester Sohn Friedrich Karl Wilhelm Maximilian Eberwein (1814–1875) wurde als Pianist, Komponist und Klavierpädagoge gleichfalls Musiker. Einer seiner Schüler wurde der Stadtmusiker Johann Friedrich Agthe (1788–1840).

## Werke (Auswahl)
- Das Liebhaberkonzert (Oper in 1 Akt nach einem Libretto des Superintendenten und Schriftstellers Christian Friedrich Gottfried Teuscher, uraufgeführt am 24. Februar 1815 in Weimar)[4]